# العلاقات القبرصية الليسوتوية
العلاقات القبرصية الليسوتوية هي العلاقات الثنائية التي تجمع بين قبرص وليسوتو.

## مقارنة بين البلدين
هذه مقارنة عامة ومرجعية للدولتين:
| وجه المقارنة                                              | قبرص                                                                 | ليسوتو                      |
| --------------------------------------------------------- | -------------------------------------------------------------------- | --------------------------- |
| المساحة (كم2)                                             | 9.24 ألف                                                             | 32.96 ألف                   |
| عدد السكان (نسمة)                                         | 1.14 مليون                                                           | 2.23 مليون                  |
| الكثافة السكانية (ن./كم²)                                 | 123.38                                                               | 67.66                       |
| العاصمة                                                   | نيقوسيا                                                              | ماسيرو                      |
| اللغة الرسمية                                             | اليونانية الحديثة، اللغة التركية، لغة يونانية                        | لغة إنجليزية، اللغة السوتية |
| العملة                                                    | يورو، جنيه قبرصي                                                     | لوتي ليسوتو                 |
| الناتج المحلي الإجمالي (بليون دولار)                      | 21.65 مليار                                                          | 2.64 مليار                  |
| الناتج المحلي الإجمالي (تعادل القوة الشرائية) بليون دولار | 26.73 مليار                                                          | 6.30 مليار                  |
| الناتج المحلي الإجمالي الاسمي للفرد دولار أمريكي          | 23.24 ألف                                                            | 1.07 ألف                    |
| الناتج المحلي الإجمالي للفرد دولار أمريكي                 | 30.24 ألف                                                            | 2.64 ألف                    |
| مؤشر التنمية البشرية                                      | 0.850                                                                | 0.497                       |
| رمز المكالمات الدولي                                      | +357                                                                 | +266                        |
| رمز الإنترنت                                              | .cy                                                                  | .ls                         |
| المنطقة الزمنية                                           | ت ع م+02:00، ت ع م+03:00، توقيت شرق أوروبا، توقيت شرق أوروبا الصيفي ‏ | ت ع م+02:00                 |

## منظمات دولية مشتركة
يشترك البلدان في عضوية مجموعة من المنظمات الدولية، منها:
| علم المنظمة | اسم المنظمة                               | تاريخ انضمام قبرص | تاريخ انضمام ليسوتو |
| ----------- | ----------------------------------------- | ----------------- | ------------------- |
|             | مؤسسة التنمية الدولية                     | 2 مارس 1962       | 19 سبتمبر 1968      |
|             | يونسكو                                    | 6 فبراير 1961     | 29 سبتمبر 1967      |
|             | مؤسسة التمويل الدولية                     | 2 مارس 1962       | 29 سبتمبر 1972      |
|             | منظمة حظر الأسلحة الكيميائية              | ?                 | ?                   |
|             | الأمم المتحدة                             | 20 سبتمبر 1960    | 17 أكتوبر 1966      |
|             | الاتحاد الدولي للاتصالات                  | 24 أبريل 1961     | 26 مايو 1967        |
|             | منظمة الشرطة الجنائية الدولية             | ?                 | ?                   |
|             | البنك الدولي للإنشاء والتعمير             | 21 ديسمبر 1961    | 25 يوليو 1968       |
|             | الاتحاد البريدي العالمي                   | ?                 | ?                   |
|             | المركز الدولي لتسوية المنازعات الاستشارية | 25 ديسمبر 1966    | 7 أغسطس 1969        |
|             | وكالة ضمان الاستثمار متعدد الأطراف        | 12 أبريل 1988     | 12 أبريل 1988       |
|             | منظمة التجارة العالمية                    | ?                 | ?                   |
|             | دول الكومنولث                             | ?                 | 1966                |

## وصلات خارجية
- موقع وزارة الخارجية القبرصية
- موقع وزارة الخارجية الليسوتوية